# زكريا يابيج اوغلو
زكريا يابيج أوغلو (بالتركية: Zekeriya Yapıcıoğlu)‏ (مواليد 1966 ؛ باتمان ) محام وسياسي تركي من أصل كردي . نائب في البرلمان التركي ورئيس حزب الدعوة الحرة.
تخرج في كلية الحقوق بجامعة أنقرة وعمل بعدها محاميًا حتى عام 2012. كان من بين مؤسسي حزب الدعوة الحرة في عام 2012 . تولى رئاسة هذا الحزب بين 2013-2015 و 2016-2018. أعيد انتخابه رئيسًا للحزب في عام 2021. اشترك في الانتخابات العامة التركية لعام 2023 ضمن قوائم حزب العدالة والتنمية ، وفاز بعضوية البرلمان نائبًا عن اسطنبول .

## نشأته وحياته

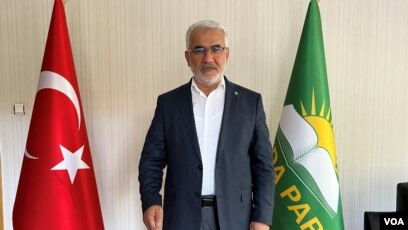
زكريا يابيجي أوغلو في 20 سبتمبر 2022

ولد عام 1966 في باتمان.  أكمل تعليمه الابتدائي والثانوي في باتمان. تخرج في كلية الحقوق بجامعة أنقرة عام 1988. عمل محاميًا بين عامي 1990 و 2012. وهو متزوج وله خمسة أطفال.

## نشاطه السياسي
حضر زكريا ، أحد مؤسسي حزب هدى بار، المؤتمر الأول الذي عقد في أنقرة في 30 يونيو 2013. وانتخب رئيسًا عامًا للحزب في المؤتمر العادي الكبير.
حصل يابجي أوغلو ، الذي دخل انتخابات يونيو 2015 كمرشح مستقل عن ديار بكر ، على 3.2٪ من الأصوات في المحافظة (22،923 صوتًا) مما لم يؤهله للفوز بعضوية البرلمان.  أعيد انتخاب زكريا يابجي أوغلو رئيسًا في المؤتمر العادي الثاني الذي عقده حزب الدعوة الحرة في 15 مايو 2016.. 

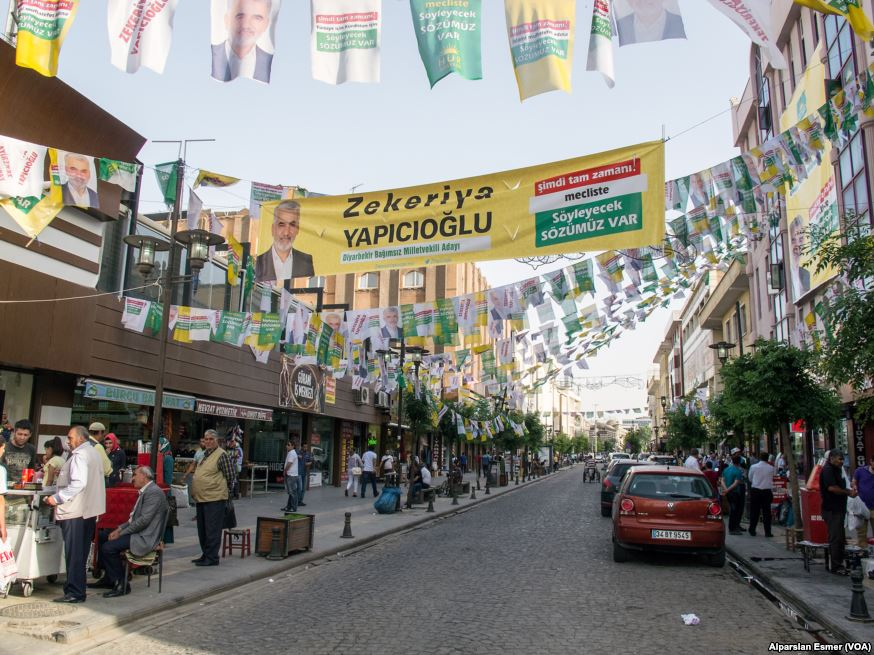
صورة حملته الانتخابية عام 2015

استقال من منصبه في 21 أيار 2018 ليكون مرشحًا مستقلاً عن ديار بكر. 
انتخب في يونيو 2021 ، زعيمًا لحزبه في المؤتمر العادي الرابع.
في 11 مارس 2023 أعلن زعيم حزب الدعوة الحرة زكريا يابجي أوغلو أنه سيدعم تحالف الجمهور في الانتخابات العامة التركية لعام 2023، مشيرًا أيضًا إلى أنه سيواصل محادثاته مع التحالف من أجل الانتخابات البرلمانية التركية لعام 2023. وان الحزب سيخوض الانتخابات ضمن قائمة حزب العدالة والتنمية.
انتخب نائباً في البرلمان التركي عن اسطنبول ضمن قوائم حزب العدالة والتنمية في الانتخابات البرلمانية ال 28 التي أجريت في 14 مايو 2023. 

## مصدر
1. ↑  Genel Başkan نسخة محفوظة 2014-10-09 على موقع واي باك مشين. Hudapar.org. Erişim: 12 Ekim 2014.
2. ↑  "Arşivlenmiş kopya". مؤرشف من الأصل في 15 Ağustos 2018. اطلع عليه بتاريخ 14 Ağustos 2018. {{استشهاد ويب}}: تحقق من التاريخ في: |تاريخ الوصول= و|تاريخ أرشيف= (مساعدة)
3. ↑  "Arşivlenmiş kopya". مؤرشف من الأصل في 17 Mayıs 2016. اطلع عليه بتاريخ 16 Mayıs 2016. {{استشهاد ويب}}: تحقق من التاريخ في: |تاريخ الوصول= و|تاريخ أرشيف= (مساعدة)
4. ↑  "Arşivlenmiş kopya". مؤرشف من الأصل في 15 Ağustos 2018. اطلع عليه بتاريخ 14 Ağustos 2018. {{استشهاد ويب}}: تحقق من التاريخ في: |تاريخ الوصول= و|تاريخ أرشيف= (مساعدة)
5. ↑  "HÜDA-Par'dan Cumhur İttifakı'na destek". www.haberturk.com (بالتركية). 11 Mar 2023. Archived from the original on 2023-03-18. Retrieved 2023-03-11.
6. ↑  "Seçime AKP listesinden girecek olan HÜDA PAR'ın parti programından: Karma eğitimden vazgeçilmeli, zina suç sayılmalı!". مؤرشف من الأصل في 2023-03-29.
7. ↑  "Seçim sonuçları: HÜDA PAR, 4 adayının da AKP listelerinden milletvekili seçildiğini açıkladı". BBC News Türkçe (بTürkçe). 15 Mayıs 2023. Archived from the original on 15 Mayıs 2023. Retrieved 19 Mayıs 2023. {{استشهاد ويب}}: تحقق من التاريخ في: |تاريخ الوصول=, |تاريخ=, and |تاريخ أرشيف= (help)صيانة الاستشهاد: لغة غير مدعومة (link)